# Seduce Me
Seduce Me é um jogo erótico para Windows e Mac desenvolvido pela No Reply Games. O jogo foi lançado no dia 2 de janeiro de 2013 no próprio site da desenvolvedora. Além de ser erótico, o jogo possui jogos de cartas, utilizados como maneira de conquistar as personagens femininas do jogo. O jogo adquiriu certa fama após ser removido do Steam Greenlight da Valve, alguns meses antes de seu lançamento.

## Jogabilidade
O objetivo em Seduce Me é seduzir pelo menos uma das quatro mulheres dadas como opção ao jogador. O jogador encontra oportunidades de interagir com outros personagens, as quatro mulheres incluses, ao andar pela ilha, e, através dessas interações, o jogador adquire "Pontos de Popularidade", "Pontos de Intimidade" e "Pontos de Atração". Os Pontos de Popularidade funcionam como a vida do personagem, são perdidos caso seja vencido em um dos minijogos e, caso cheguem a zero, o jogador é expulso da villa. Pontos de Intimidade e de Atração servem para que o personagem participe de fantasias com as mulheres, sendo que cada fantasia requer uma certa quantidade de pontos em um ou ambos desses atributos. A maioria dos jogos de cartas presentes em Seduce Me foram baseados em jogos já existentes, apesar de alguns serem originais.

## História
Durante uma sessão de fotos, o protagonista é convidado por Pietra, uma rica socialite conhecida por organizar orgias, à sua mansão no Mar Mediterrâneo. Ao chegar na mansão, o protagonista é apresentado às empregadas do lugar, assim como as convidadas, as quais ele tentará conquistar mais tarde.

## Recepção
Por causa da polêmica causada ao ser rejeitado pela Valve, Seduce Me recebeu um número maior de críticas do que receberia em uma situação normal. Em geral, o jogo foi recebido negativamente pela mídia, sendo criticado, principalmente, por sua jogabilidade ser "mais semelhante a um jogo de cartas" do que a um simulador de sexo. No agregador Metacritic, o jogo possui uma média de 39% baseado em um total de nove críticas, enquanto possui uma média de 41,5% no GameRankings, baseado em um total de seis críticas.
Josh Tolentino deu ao jogo uma nota cinco em dez, no site Destructoid, criticando a "falta de elementos narrativos, apesar de se descrever como tendo 'elementos de um RPG'". Tolentino também criticou o fato das personagens serem superficiais, apesar de comentários dos desenvolvedores afirmarem o contrário. Entretanto, ele elogiou o fato de cada uma das personagens terem um arco diferente, além do jogador ter a possibilidade de encontros aleatórios no mapa, "mais do que é possível tirar de um jogo pornográfico genérico". Tolentino voltou a criticar o jogo ao falar que "simplificar interações sociais a meras pontuações já é problemático [...], mas é maneira de adquirir esses pontos que deixa as coisas estranhas."
Além de citar as "pouco excitantes" cenas de sexo, Andy Chalk do The Escapist critica também os jogos de carta, que se assemelham aos jogos sociais presentes no Facebook, tanto positiva quanto negativamente: "Se o objetivo do jogo fosse apenas ficar amigo de todo mundo [...], Seduce Me poderia ser um jogo semipopular no Facebook. Porém, como com muitos dos jogos do Facebook, a jogabilidade é superficial e chata". Chalk, que deu ao jogo 2,5 de 5, finaliza sua crítica dizendo que o jogo falha ao "atrair tanto os jogadores casuais quanto os adoradores de jogos pornográficos [...]. A diversão se esgota rapidamente e as cenas de sexo [...] são completamente não-interativas [...] e não valem o tempo."